# Dubravka Tomšičová
Dubravka Tomšičová Srebotnjaková (nar. 7. února 1940 Dubrovník) je slovinská klavíristka a hudební pedagožka.

## Životopis
Studovala v Lublani a v USA na Juilliard School of Music, její učitelkou na Slovinské hudební akademii byla Zora Zarnikova. Po vyslechnutí jejího koncertu v New Yorku ji oslovil Arthur Rubinstein a nabídl jí soukromé lekce; stala se tak jednou z mála jeho žáků a jejich přátelství trvalo až do konce Rubinsteinova života.
Od roku 1967 učila klavír na Slovinské hudební akademii, profesorkou se stala roku 1975. Byla vyhledávanou koncertní klavíristkou a členkou porot v klavírních soutěžích, získala řadu vyznamenání a cen na hudebních soutěžích. Jejím manželem byl až do své smrti roku 2010 hudební skladatel Alojz Srebotnjak, jejich syn Martin Srebotnjak je filmovým režisérem.